# 你是我的命運
《你是我的命運》（韓語：너는 내운명），2005年上映的韓國電影，描述農村青年錫宗遇到茶座服務員銀河並共墜愛河的故事，這是一部至純至美，感人至深的言情電影，本片改編自真人真事。

## 劇情
為了逃避被丈夫虐待而到一家鄉村咖啡店工作的銀河是一名性工作者，她在偶然的機會下遇上在村內以養牛為生的王老五鍚宗。鍚宗對銀河產生好感，其後更展開熱烈的追求。因為銀河一直都不相信愛情，初時有點抗拒，但後來仍是接受，並答應求婚。
不過，當銀河開始投入鍚宗的懷抱時，過著幸福快樂的生活，她卻重遇前夫，更被再次虐待。鍚宗為了銀河免受前夫傷害，暗地裡用錢解決了這件事。這時候，銀河覺得自己有愧於鍚宗，決定離他而去。同時，當鍚宗知道銀河感染了愛滋病，他仍然堅持去找銀河。可惜再次淪落風塵的銀河因偽造健康証明而被拘捕了，並判監兩年。沒有了銀河而活不下去的鍚宗，對她不離不棄，做了轟動全國的訪問，又想盡辦法去探望她，但被拒諸門外。後來銀河得知鍚宗曾為她自殺，再次被他的真誠打動......

## 演員
- 全道嬿 飾 銀河
- 黃晸玟 飾 金錫宗
- 羅文姬
- 鄭侑碩
- 徐珠熙
- 尹帝文
- 林鍾潤
- 金相浩
- 高秀熙
- 金富善
- 金光奎
- 白道斌
- 柳承秀

## 獲獎
黃晸玟飾演憨厚純情的鄉下青年金錫宗，為戲刻意增胖20公斤，以樸實內斂的演技感動評審，獲得第26屆青龍電影獎最佳男主角。
飾演性工作者銀河的全道嬿，則獲得第43屆大鐘獎最佳女主角。
導演朴鎮表取材自報章媒體，發揮豐富的想像力，創造了一部美麗的悲戀故事，以本片榮獲第26屆青龍電影獎最佳導演。

## 外部連結
- 官方網頁
- 韓國映畫：你是我的命運 （页面存档备份，存于）